# برژنوی (استان بلگورود)
برژنوی (انگلیسی: Berezhnoy, Belgorod Oblast) یک شهرک در بخش آلکسیفسکی استان بلگورود کشور روسیه است.